# Melauli
Melauli (nepalski: मेलौली) – gaun wikas samiti w zachodniej części Nepalu w strefie Mahakali w dystrykcie Baitadi. Według nepalskiego spisu powszechnego z 2011 roku liczył on 831 gospodarstw domowych i 4654 mieszkańców (2477 kobiet i 2177 mężczyzn).